# سامبات بال ديفي
سامبات بال ديفي"Sampat Pal Devi" ناشطه اجتماعيه هنديه، ومؤسسه جماعة «غولابي غانغ».

## السيرة الذاتية
سامبات بال ديفي"Sampat Pal Devi، ناشطة اجتماعية هندية، من منطقة "بوندلخاند" في ولاية أوتار براديش، شمال الهند، وهي مؤسسة جماعة "غولابي غانغ"، مقرها ولاية أوتار براديش، وهي تعمل من أجل رفاهيه المرأة وتمكينها، كما شاركت في برنامج الحياة الواقعية "بيغ باص" (Bigg Boss) على قناة كولورز (Colors TV).
تزوجت من مقيم في منطقة «باندا أوب» في الثانية عشرة من العمر، وأنجبت أول طفل لها في سن الخامسة عشرة، علمت نفسها كيفية الخياطة وأنشأت استقلال تام عن زوجها، وفي سن السادسة عشرة، إتخذت أول موقف لها ضد العنف المنزلي، حيث كان جار قريب منها يسيء معاملة زوجته بشكل مستمر، لذلك شجعت «بال» النساء السكينات على إحراج الرجل حتى قدم في نهاية المطاف اعتذارً علنيا عن أفعاله، وتأثرت بالناشطة الاجتماعية «جاي براكاش شيفاري» لبدء إنشاء مجموعة غولابي لدعم حقوق المرأة، وألهمت«بال» نساء أخريات في قريتها والقرى الأخرى للانضمام إلى هذه الحركة، وتلاحظ تلك النساء، النساء الاخريات في البلدات المجاورة، على غرار برنامج مراقبة الأحياء الغربية، ومعاً قامت بال ونساءها بغارات عدة، وضربن عددًا من الرجال والمسؤولين الحكوميين، وحققوا أهدافهم كاملةً.

## تأسيس غولابي غانغ
بدأت «سامبات بال» تأسيس غولابي غانغ مع مجموعة من النساء من قريتها لمحاربة أشكال مختلفة من الظلم الاجتماعي، هذا تطور إلى حركة نسائية منظمة مع عشرات الآلاف من الأعضاء المنتشرة على عدة مناطق في ولاية اوتار براديش، حتى يومنا هذا، قامت سامبات بال بتجنيد ما يقدر ب 270,000 عضو للانضمام إلى قضيتها، ترتدي النساء عضوات غولابي «ساري وردي» وتسلح أنفسهن بعصي الخيزران، التي يستخدمنها كلما تعرضن لمقاومة عنيفة.
في 2 مارس 2014، أُعفيت سامبات بال ديفي من دورها على رأس جماعة غولابي حيث دارت مزاعم حول سوء التصرف المالي ووضع مصالحها الشخصية قبل مصالح المجموعة.